# Galena Park
Galena Park – miasto w Stanach Zjednoczonych, w stanie Teksas, w hrabstwie Harris.

## Demografia
Według przeprowadzonego przez United States Census Bureau spisu powszechnego w 2010 miasto liczyło 10 887 mieszkańców, co oznacza wzrost o 2,8% w porównaniu do roku 2000. Natomiast skład etniczny w mieście wyglądał następująco: Biali 63,8%, Afroamerykanie 6,8%, Azjaci 0,1%, pozostali 29,3%. Kobiety stanowiły 49,4% populacji.